# Селе (Лоар и Шер)
Селе (фр. Cellé) насеље је и општина у централној Француској у региону Центар (регион), у департману Лоар и Шер која припада префектури Вандом.
По подацима из 2011. године у општини је живело 246 становника, а густина насељености је износила 19,42 становника/km². Општина се простире на површини од 12,67 km². Налази се на средњој надморској висини од 100 метара (максималној 155 m, а минималној 73 m).

## Демографија
| 1962. | 1968. | 1975. | 1982. | 1990. | 1999. | 2011. |
| ----- | ----- | ----- | ----- | ----- | ----- | ----- |
| 271   | 301   | 244   | 250   | 261   | 270   | 246   |

График промене броја становника у току последњих година